# Дрбоян Марія Барзаніївна
Марі́я Барза́ніївна Дрбоя́н (* 1995) — українська борчиня сумо, заслужений майстер спорту України, чемпіонка світу в командному турнірі (2012), чемпіонка світу у ваговій категорії +95 кг (2014).

## З життєпису
Народилась 1995 року в Благівці Луганської області. Представляє команду Харківської області.
Чемпіонат Європи з сумо—2014 — 5 місце.
Чемпіонат Європи з сумо—2015 — срібна медаль.
Чемпіонат Європи з сумо—2016 року — срібна нагорода.
Переможниця Чемпіонату світу з сумо—2014.
Срібна призерка Чемпіонату світу з сумо—2015.
Срібна призерка Чемпіонату світу з сумо—2016.
Переможниця Кубка світу з сумо 2016.

## Державні нагороди
- Орден княгині Ольги III ст. (22 січня 2016) —За значний особистий внесок у державне будівництво, соціально-економічний, науково-технічний, культурно-освітній розвиток Української держави, справу консолідації українського суспільства, багаторічну сумлінну працю [1]